# Аракава (река, впадает в Японское море)
Аракава (яп. 荒川 аракава) — река в Японии на острове Хонсю. Протекает по территории префектур Ямагата и Ниигата.
Исток реки находится под горой Дайасахи-даке (大朝日岳, высотой 1870 м), на территории уезда Нисиокитама (Ямагата). Аракава протекает по впадине Огуни (小国盆地), где в неё впадают Йокогава (横川) и Тама-Гава (玉川). После этого она течёт по территории префектуры Ниигата, где в неё впадают Оисигава (大石川) и Онна-Гава (女川), протекает по северному краю равнины Этиго и впадает в Японское море.
Длина реки составляет 73 км, на территории её бассейна (1150 км²) проживает около 40 тыс. человек. Согласно японской классификации, Аракава является рекой первого класса.
Аракава имеет неразвитый конус выноса по сравнению с соседними реками, так как большая часть осадка из верховьев реки задерживается во впадине Огуни и каньоне Аракава и не попадает в низовья.
В XX и XXI веках крупнейшие наводнения происходили в 1959, 1966 и 1967 годах. Во время наводнения 1966 года погиб один человек, в 1967 году 90 человек погибло или пропало без вести.